# Pustelniki (skorupiaki)
Pustelniki (Paguroidea) – nadrodzina skorupiaków z rzędu dziesięcionogów i infrarzędu miękkoodwłokowców (Anomura). Potocznie bywają nazywane rakami pustelnikami lub (zwłaszcza w literaturze anglosaskiej) krabami pustelnikami.

## Przystosowanie
Znanych jest ponad 1000 gatunków zamieszkujących wody całego świata. Głównie morskie, część występuje w wodach słodkich, a nieliczne na lądzie. Od innych dziesięcionogów odróżniają się brakiem pancerza na odwłoku. Aby chronić miękki, workowaty odwłok, pustelnik ukrywa go w znalezionych muszlach martwych mięczaków, w których zamieszkuje (stąd nazwa). Odwłok jest skręcony, aby łatwo mógł zmieścić się w muszli. Również odnóża odwłokowe są zredukowane. Pozostałe odnóża i szczypce (prawe zwykle większe niż lewe) pozwalają mu zablokować wejście do muszli. W miarę wzrostu pustelnik musi zmieniać swoją muszlę na większą. Znalezioną pustą muszlę najpierw dokładnie bada szczypcami, jeżeli uzna ją za odpowiednią, szybko się przenosi. Znalezienie muszli to dla pustelnika kwestia przetrwania, dlatego bardzo częste są walki o nie.
Znana jest ich symbioza z ukwiałami. Polega ona na tym, że parzydełka przyczepionego do muszli ukwiału zapewniają ochronę pustelnikowi, a ukwiał ma zapewniany transport i możliwość zbierania pożywienia. Kiedy pustelnik zmienia muszlę na większą, ukwiał przeprowadza się razem z nim. Możliwa jest także symbioza z gąbką lub z kolonią stułbiopławów. Pustelniki żyją pojedynczo lub w koloniach liczących sto i więcej osobników.

## Podział systematyczny
W obrębie nadrodziny wyróżnia się następujące rodziny:
- Coenobitidae Dana, 1851
- Diogenidae Ortmann, 1892
- Lithodidae Samouelle, 1819
- Paguridae Latreille, 1802 – pustelnikowate
- Parapaguridae Smith, 1882
- Pylochelidae Spence Bate, 1888
- Pylojacquesidae McLaughlin & Lemaitre, 2001
- Xylopaguridae Gašparič, Fraaije, Robin & de Angeli, 2016

## Pustelniki w terrarystyce
Niektóre gatunki mogą być hodowane w terrariach. W dużych terrariach można trzymać kilka osobników, ale zawsze istnieje ryzyko, że silniejszy wyeksmituje słabszego osobnika. Ważne, by miały stały dostęp do baseniku z przegotowaną wodą.
Pokarm: mrożonki, sucha psia karma po namoczeniu, rybie mięso i specjalne pokarmy dla krabów.